# Guam Challenger 1990
Il Guam Challenger 1990 è stato un torneo di tennis facente parte della categoria ATP Challenger Series nell'ambito dell'ATP Challenger Series 1990. Il torneo si è giocato a Guam negli Stati Uniti dal 3 al 9 dicembre 1990 su campi in cemento.

## Vincitori

### Singolare
Jamie Morgan ha battuto in finale  Chuck Adams con il punteggio di 6–2, 7–6

### Doppio
Steve DeVries /  Ted Scherman hanno battuto in finale  Matt Anger /  Andrew Castle con il punteggio di 6–1, 3–6, 7–6